# 阿德里安·庫爾特
阿德里安·庫爾特（Adriaen Coorte）是一位荷蘭黃金時代的靜物畫家，在1683年至1707年間創作許多作品，也是最晚期的靜物畫畫家之一。庫爾特去世後近200年間幾乎被大眾遺忘，他的作品直到20世紀才被美術館收藏。

## 生平
人們對他的生平所知甚少，但根據推測他在米德爾堡出生並去世。1680年左右，他在阿姆斯特丹成為梅爾希奧・戴・洪德寇特（Melchior d'Hondecoeter）的學生。戴・洪德寇特以重複繪製某些鳥類姿勢而聞名，他顯然招收了一些學生，讓他們將這些鳥類複製到自己的作品中。

## 作品

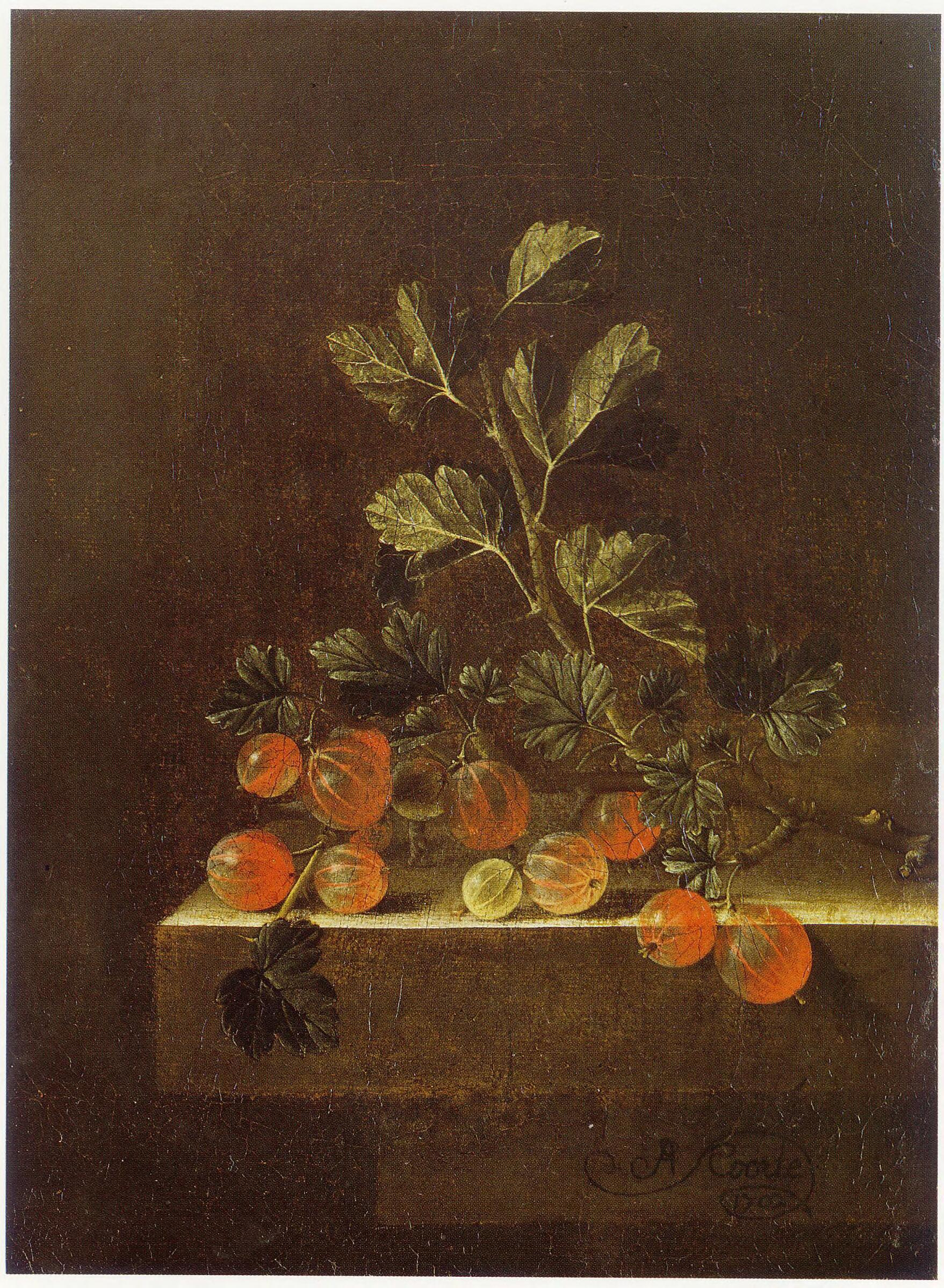
《靜物與醋栗噴霧》，目前收藏於奇美博物館

除了米德爾堡這個小城市外，庫爾特顯然並不為他同時代的人所熟知，就像一個世紀前的扬·弗美爾一樣，他幾乎被完全遺忘了，直到1950年代，荷蘭藝術史學家勞倫斯·J·博爾才恢復了他的聲譽。博爾於1952年發表了一篇文章，並最終於1977年出版了第一本關於庫爾特的專著和目錄（《阿德里安·庫爾特，阿姆斯特丹》）。1958年，博爾在多德雷赫特博物館舉辦了一場展覽，展出了35件庫爾特的作品，在荷蘭引起轟動，詩人漢斯·法維雷和艾德·李弗朗都受到了這些畫作的啟發。
2003年，華盛頓國立美術館舉辦了一場展覽 。2008年，巡迴展覽《頌歌庫爾特》幾乎同樣成功，使庫爾特成為近幾十年來最著名的「重新發現」的荷蘭巴洛克畫家。2009年12月1日，庫爾特的兩幅新發現畫作在拍賣會上亮相，每幅都以超過預估價十倍的價格成交，足以證明他最近的人氣。